# Olympische Sommerspiele 1896/Teilnehmer (Schweiz)
| Silbermedaillen | Bronzemedaillen | 3. |
| --------------- | --------------- | -- |
| 1               | 2               | —  |

Die Schweiz nahm mit zwei Athleten an den Olympischen Sommerspielen 1896 in Athen teil.

## Teilnehmer nach Sportarten

### Schiessen
- Albert Baumann
Militärgewehr (200 m), Männer: 8., 1294 Punkte

### Turnen
- Louis Zutter
Barren, Einzel, Männer:  2.
Reck, Einzel, Männer: k. A.
Pferdsprung, Einzel, Männer:  2.
Seitpferd, Einzel, Männer:  Olympiasieger